# Faiq Qarayev
Faiq Qarayev, född 11 januari 1959 i Agstafa, Azerbajdzjanska SSR, Sovjetunionen (numera Azerbajdzjan), är en volleybolltränare. Han har varit förbundskapten för Azerbajdzjans damlandslag i volleyboll under flera perioder, bland annat sedan 2023.
Qarayev började arbeta som tränare 1984.  Han tog klubben BMKZ VK upp till sovjetiska högstaligan 1987 och tog brons i 1989/1990. De vann även den sista upplagan av Sovjetunionens cup. Han lämnade klubben för att ta över som tränare för Emlakbank SK 1991, men återvände efter ett år av hemlängtan och var med om att ta BMKZ till silver i cupvinnarecupen 1992/1993. Han var förbundskapten för Azerbajdzjans damlag under en lång period från 1992 till 2012. På ett personligt plan var tiden kring Sovjetunionens sammanbrott turbulent för Qarayev. Hans mor dog 1989, vilket påverkade honom mycket och han själv var nära att skadas under svarta januari 1990.
På klubbnivå återvände han 1993 till Turkiet för att träna Vakıfbank SK fram till 1998. Under 2000-talet återvände han till Azerbajdzjan, nu för att träna Azärreyl QVK som han ledde till guld i Top Teams Cup 2001–2002 (den tidigare cupvinnarecupen under nytt namn) och CEV Challenge Cup 2010–2011. Under en period i mitten av 2010-talet och sedan 2023 är Qarayev åter förbundskapten för Azerbajdzjans landslag.